# Списък с президентите на ФК Интер
Президенти на ФК „Интер“ в неговата над 100-годишна история са били 19 души.
Първият президент в историята на клуба е Джовани Парамитиоти, който също така е един от създателите на клуба.
Най-дълго управлявалият президент е Иваное Фриацоли, който се задържа на поста 16 години – от 1968 до 1984 г. В този период „Интер“ печели 2 скудети, 2 купи на Италия и играе финал за КЕШ.
Дошлият на власт през 1955 г. Анджело Морати е най-успешният президент в историята на клуба. При неговото управление възниква „Гранде Интер“.
От 18 февруари 1995 г. до 2013 г. президент на „Интер“ (с прекъсване) е Масимо Морати, синът на Анджело Морати. През 2004 г. той предава управлението на клуба в ръцете на Джачинто Факети – първия бивш футболист на „Интер“, който се издига до този пост. След смъртта на Факети през 2006 г. Масимо Морати отново се завръща на длъжността президент на „Интер“.
През 2013 г. нов собственик на клуба става Ерик Тохир.
- 1908 – 1909 – Джовани Парамитиоти
- 1909 – 1910 – Еторе Страус
- 1910 – 1912 – Карло Де Медичи
- 1912 – 1913 – Емилио Хирзел
- 1913 – 1914 – Луиджи Ансбахер
- 1914 – 1919 – Джузепе Висконти
- 1919 – 1920 – Джорджо Хулс
- 1920 – 1923 – Франческо Мауро
- 1923 – 1926 – Енрико Оливети
- 1926 – 1928 – Сенаторе Борлети
- 1928 – 1929 – Ернесто Торузио
- 1929 – 1931 – Оресте Симоноти
- 1931 – 1942 – Фердинандо Поцани
- 1942 – 1955 – Карло Масерони
- 1955 – 1968 – Анджело Морати
- 1968 – 1984 – Иваное Фраицоли
- 1984 – 1995 – Ернесто Пелегрини
- 1995 – 2004 – Масимо Морати
- 2004 – 2006 – Джачинто Факети
- 2006 – 2013 – Масимо Морати
- 2013 – 2018 – Ерик Тохир
- 2018 – Стивън Жанг